# Somogyjád, Somogy
Somogyjád  este un sat în districtul Kaposvár, județul Somogy, Ungaria, având o populație de 1.663 de locuitori (2011). 

## Demografie
Componența etnică a satului Somogyjád
     Maghiari (93,15%)
     Romi (5,87%)
     Necunoscut (0,23%)
     Germani (0,75%)
     Alții (0,23%)
Componența confesională a satului Somogyjád
     Romano-catolici (46,06%)
     Fără religie (9,44%)
     Reformați (9,02%)
     Necunoscută (34,28%)
     Alte religii (2,29%)
Conform recensământului din 2011, satul Somogyjád avea 1.663 de locuitori. Din punct de vedere etnic, majoritatea locuitorilor (93,15%) erau maghiari, cu o minoritate de romi (5,87%). Apartenența etnică nu este cunoscută în cazul a 0,23% din locuitori. Nu există o religie majoritară, locuitorii fiind romano-catolici (46,06%), persoane fără religie (9,44%) și reformați (9,02%). Pentru 34,28% din locuitori nu este cunoscută apartenența confesională.